# Cercle sportif vigneron Charleroi
 (juillet 2017).
Si vous disposez d'ouvrages ou d'articles de référence ou si vous connaissez des sites web de qualité traitant du thème abordé ici, merci de compléter l'article en donnant les références utiles à sa vérifiabilité et en les liant à la section « Notes et références ».
Le CSV Charleroi est un ancien club de handball belge, il était basé à Ransart, une section de la ville de Charleroi.
Le club a évolué deux saisons en Division 1 avant de disparaître en 2006.

## Parcours
| CSV Ransart   |   |     |   |
| 1994-1995     | ? | ?   | ? |
| 1995-1996     | ? | ?   | ? |
| 1996-1997     | ? | ?   | ? |
| 1997-1998     | ? | ?   | ? |
| 1998-1999     | 2 | 8e  | ? |
| 1999-2000     | 3 | 4e  | ? |
| 2000-2001     | 3 | 2e  | ? |
| CSV Charleroi |   |     |   |
| 2001-2002     | 3 | 2e  | ? |
| 2002-2003     | 2 | 1er | ? |
| 2003-2004     | 1 | 8e  | ? |
| 2004-2005     | 1 | 10e | ? |
| 2005-2006     | 2 | 11e | ? |

## Personnalité

### Président
- Marc Roussel -2006

### Entraîneur
- Eric Mulder -2005
- Maurice Di Giacomo 2005-2005
- André Wauters 2005-2006